# Mönchsberg (Mainhardt)
Mönchsberg ist ein Weiler im zentralen Gemeindeteil von Mainhardt im Landkreis Schwäbisch Hall im nordöstlichen Baden-Württemberg.

## Lage und Verkehr
Mönchsberg liegt etwa zwei Kilometer südlich der Ortsmitte von Mainhardt in einer kleinen Rodungsinsel im Mainhardter Wald, auf einer weit ausgedehnten Stubensandstein-Hochfläche (Löwenstein-Formation). Die Häuser des anderthalb Dutzend Hausnummern und einige Nebengebäude umfassenden Ortes stehen auf etwa 483 m ü. NHN auf einem Höhenrücken zwischen den Läufen des Kümmelbachs im Nordosten und  dem Lumpenloch im Südwesten, die beide südostwärts zur nahen Fichtenberger Rot laufen, deren Tal 60–70 Meter gegenüber der Hochfläche eingetieft ist.  
Die nahen Nachbarorte sind Mainhardt im Norden, Bäumlesfeld im Nordosten, Württemberger Hof im Osten, Altmönchsberg im Süden, die Rösersmühle im Südsüdwesten und die Hammerschmiede im Südwesten, davon sind direkt verbunden der Württemberger Hof mit einer Kreisstraße und Altmönchsberg mit einer nur für Anlieger freien Straße, Mainhardt über eine Folge von zwei Kreisstraßen.
Den öffentlichen Nahverkehr besorgt der KreisVerkehr Schwäbisch Hall mit der Buslinie 20, die auf der Etappe zwischen Mainhardt und dem Württemberger Hof in der Ortsmitte hält.
Mönchsberg liegt wie die gesamte Gemeinde im Naturpark Schwäbisch-Fränkischer Wald. Etwa einen halben Kilometer im Süden zieht das Rottal von West nach Ost, begleitet von Teilflächen des Landschaftsschutzgebiets Fichtenberger Rot-, Murr- und Fornsbachtal mit angrenzenden Höhenzügen in seinen Auen.

## Geschichte

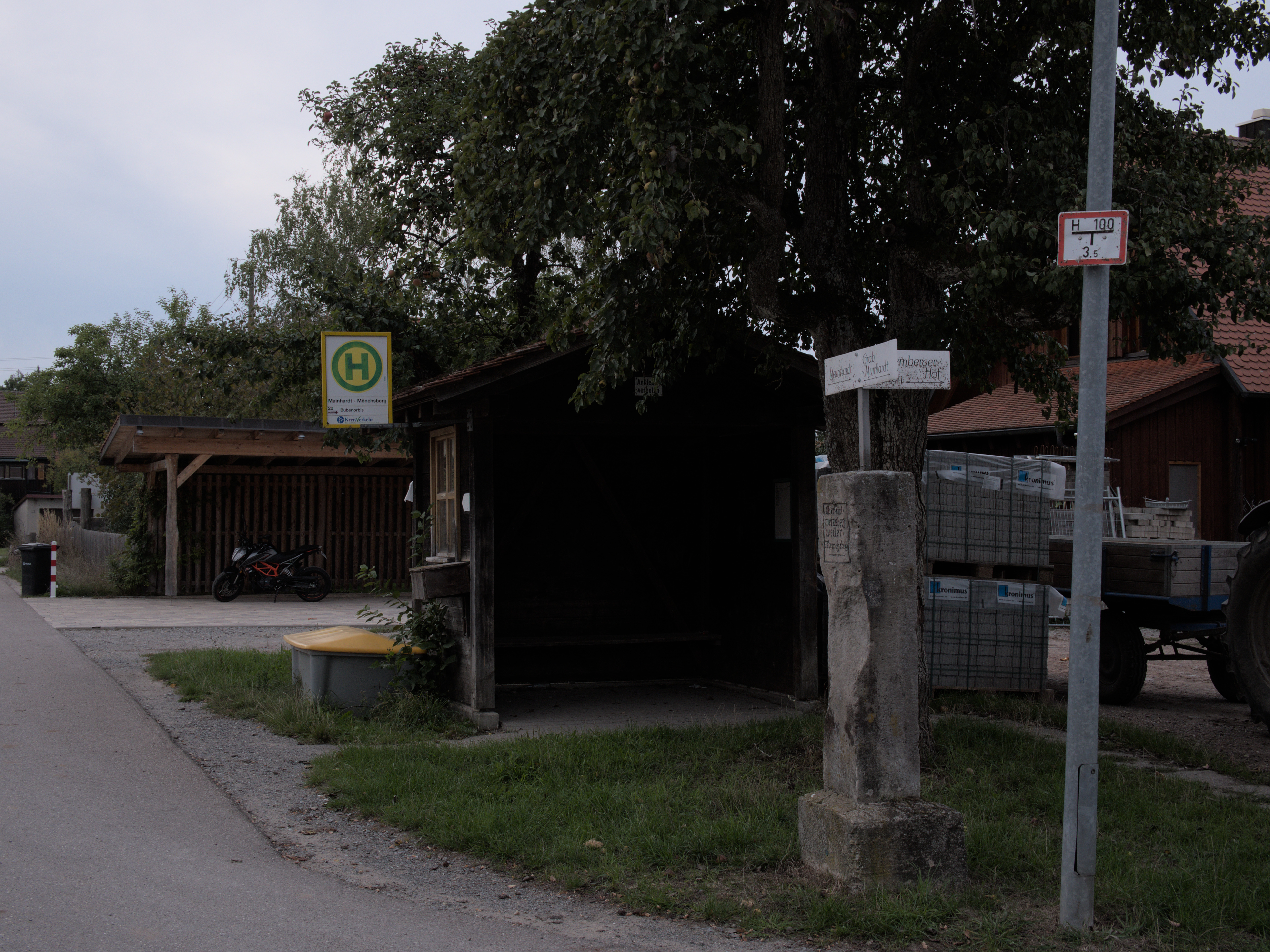
Steinstele in Mönchsberg

Etwa einen halben Kilometer im Osten zieht die Trasse des Obergermanisch-Raetischen Limes mit abschnittsweise erkennbaren Wall- und Grabenresten südsüdostwärts durch den Wald der Gewanne Buchwald, Tobel, Dicker Busch und Mönchwald, ihr folgt ein Weitwanderweg. Wo die ehemalige Grenzlinie im Südosten das Rottal quert, liegen die Reste des römischen Kleinkastells Hankertsmühle und der im 20. Jahrhundert abgegangenen Hankertsmühle. Aufgrund des Namens wird vermutet, dass Mönchsberg in früherer Zeit zum Kloster Murrhardt gehörte. Der Ort kam im Jahr 1504 an das Königreich Württemberg. Im Ort steht eine alte Steinstele, die darauf hinweist, dass Mönchsberg zum Oberamt Weinsberg gehörte. Das Forstamt Mönchsberg hatte früher im Ort seinen Sitz.

## Freizeit und Kultur
Mönchsberg ist ein  Ausflugsziel für Familien mit Kindern und Wanderer. Im Ort befindet sich ein kleiner Campingplatz, an seinem Rand gibt es einen Spielplatz.

### Wanderwege
Um Mönchsberg herum läuft der Mainhardter Wanderweg FUXI mit seinen 19 Station. Außer dem schon erwähnten Limeswanderweg führen der Schwäbische Waldweg und der Blau-Balken-Weg des Schwäbischen Albvereins nahe am Ort vorbei, durch ihn laufen der Rundwanderweg 1 der Gemeinde Mainhardt und ein Blau-Punkt-Weg.

### Gastronomie
Im Ort befindet sich der Biergarten zum Alten Forsthaus, der auch Ferienwohnungen hat. In der naheliegenden Rösersmühle ist das Café Einkehr.